# Sphaerosyllis kerguelensis
Sphaerosyllis kerguelensis är en ringmaskart som först beskrevs av McIntosh 1885.  Sphaerosyllis kerguelensis ingår i släktet Sphaerosyllis och familjen Syllidae.
Artens utbredningsområde är havet kring Nya Zeeland. Inga underarter finns listade i Catalogue of Life.